# Relações entre a República Popular de Luhansk e a Rússia
As relações entre a República Popular de Luhansk e a Rússia eram relações bilaterais entre a Rússia e a República Popular de Luhansk (LPR), até à proclamação mútua de anexação do estado de Luhansk pela Rússia.
A LPR não era amplamente reconhecida internacionalmente como um estado soberano. A maior parte da comunidade internacional considerou a alegada independência da LPR como uma ocupação militar russa da parte do Oblast de Luhansk, na Ucrânia, que eles controlavam.
Pouco antes de invadir a Ucrânia, a Rússia reconheceu a LPR e a República Popular de Donetsk (DPR), outro estado separatista reivindicado como independente, mas não reconhecido internacionalmente, assinando também tratados de amizade e assistência mútua com eles. Em 24 de fevereiro de 2022, a Rússia invadiu a Ucrânia. Quando a invasão começou, Putin fez um discurso sublinhando que a LPR e a DPR tinham solicitado assistência militar, alegando que as regiões enfrentavam genocídio há oito anos, e que, nos termos dos tratados e do Artigo 51 da Carta das Nações Unidas, ele estava a autorizar uma operação militar especial na Ucrânia.
A LPR aderiu voluntariamente à anexação pela Rússia em 30 de setembro de 2022, após um referendo. A anexação não é amplamente reconhecida internacionalmente, com a maioria da comunidade internacional ainda considerando o território da LPR como parte da Ucrânia. De abril de 2014 a setembro de 2022, a LPR se apresentou como um estado independente e foi amplamente considerada um estado fantoche da Rússia pela comunidade internacional.

## Contexto
A República Popular de Luhansk foi proclamada em abril de 2014, declarando independência da Ucrânia. Foi proclamado no território do Oblast de Luhansk, na Ucrânia, na região de Donbas. A LPR separou-se da Ucrânia através da força militar, com a assistência da Rússia.
Um referendo foi realizado pelas autoridades da LPR recentemente declaradas, pedindo aos cidadãos da região de Luhansk que concordassem ou discordassem da criação da nova república. O referendo foi considerado ilegal pelo governo ucraniano e pela maioria dos governos da Europa, exceto pela Rússia.
A República Popular de Donetsk foi criada de maneira semelhante no vizinho Oblast de Donetsk, na Ucrânia, em abril de 2014. Enquanto isso, em fevereiro-março de 2014, a Rússia anexou a Crimeia, no sul da Ucrânia, após uma declaração de independência da "República da Crimeia".

## Relações LPR–Rússia

### Relações não oficiais (2014–2022)
Os documentos emitidos pelas Repúblicas Populares de Donetsk e Luhansk são válidos na Rússia desde 2017. Isso permitiu que os residentes trabalhassem, viajassem ou estudassem na Rússia. O chefe de Estado, Leonid Pasechnik, fez um acordo com a Rússia para evacuar os cidadãos para as regiões do sul da Rússia.
Desde então, a Rússia vem estabelecendo relações diplomáticas com a LPR. Ambas as partes assinaram um tratado de amizade, cooperação, ajuda militar e assistência. A Rússia distribuiu mais de 600 mil passaportes russos aos cidadãos das repúblicas e apoiou os rebeldes com armas e artilharia. A Rússia também reconhece as áreas controladas pelos ucranianos como parte dos rebeldes. A Rússia também ordenou que tropas servissem como forças de paz nas regiões do Donbass controladas pelos separatistas. A LPR foi descrita como um estado fantoche da Rússia, apesar de a Rússia não o reconhecer oficialmente.

### Relações oficiais (21 de fevereiro de 2022–30 de setembro de 2022)
A Rússia reconheceu oficialmente a República Popular de Luhansk em 21 de fevereiro de 2022.
Em 27 de março de 2022, o chefe da LPR, Leonid Pasechnik, anunciou planos para realizar um referendo sobre a adesão à Federação Russa.
No final de setembro de 2022, a Rússia realizou referendos de anexação no território ucraniano que ocupou, incluindo Luhansk. Em 30 de setembro de 2022, a Rússia anexou formalmente a LPR, junto com a República Popular de Donetsk, o Oblast de Kherson e o Oblast de Zaporizhzhia, com fronteiras indefinidas. A LPR e a DPR foram reconhecidas como repúblicas da Rússia e agora se consideram formalmente parte da Rússia. A comunidade internacional rejeitou esmagadoramente os referendos e a anexação, com uma resolução da Assembleia Geral da ONU a condená-los e a reafirmar que todas as quatro regiões anexadas permanecem como território soberano da Ucrânia, aprovada com 143 votos a favor, 35 abstenções e 5 contra.